# Мертенс, Роберт
Роберт Мертенс (нем. Robert Mertens; 1894—1975) — немецкий герпетолог и директор музея научно-исследовательского института и музея естествознания им. Зенкенберга во Франкфурте-на-Майне.

## Биография
В 1912 году переехал в Германию.

## Научные достижения
Как герпетолог он описал 52 вида пресмыкающихся.
Роберт Мертенс считался более 20 лет (1954—1975) знатоком рода Phelsuma (фельзумы), в котором он описал не менее 20 новых видов и подвидов.
В 1960 году Мертенс избран членом Леопольдины. Его «Рептилии и амфибии» региона Рейн-Майн до сих пор используются как надёжный источник сведений о рептилиях в окрестностях Франкфурта.
Обосновал мимикрию Мертенса[прояснить].

## Смерть
Роберт Мертенс скончался в возрасте 80 лет от укуса капской винной змеи, которую он содержал во Франкфурте и от яда которой до сих пор нет противоядия. Он умер через 18 дней после укуса.

## Память
В честь учёного названо девять видов и два подвида рептилий, среди которых варан Мертенса, а также бычок-компаньон Мертенса.